# Sträntemölla
Sträntemölla är en bebyggelse i Rörums socken och Simrishamns kommun i Skåne län. Sträntemölla kvarn är ett statligt byggnadsminne.
I anslutning till platsen ligger naturreservatet Sträntemölla-Forsemölla.